# Friedrich Matthäi (Maler)

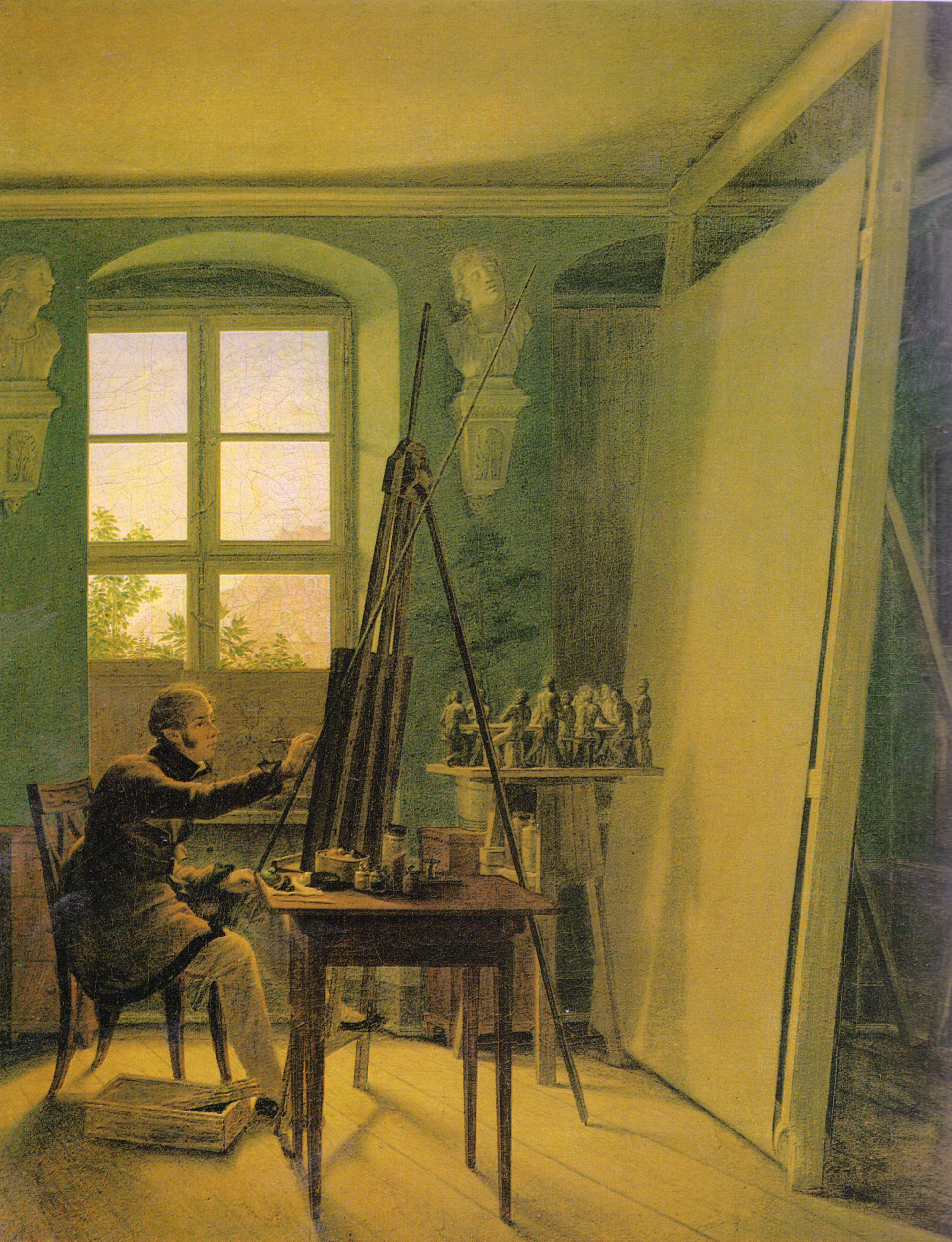
Der Maler Matthäi im Atelier (Gemälde von Georg Friedrich Kersting 1812)

Johann Friedrich Matthäi (* 3. März 1777 in Meißen; † 23. Oktober 1845 in Wien) war ein deutscher Porträt- und Historienmaler.

## Leben
Matthäi wurde als Sohn des für die Meißner Porzellanmanufaktur tätigen Architekten, Bildhauers, Malers und Modelleurs Johann Gottlob Matthäi geboren. Er lernte an der Kunstakademie Dresden unter anderem bei Casanova, anschließend studierte er fünf Jahre an der Wiener Akademie bei Füger. Nach Studienreisen und Aufenthalten in Florenz (1802–1804) und Rom (1805–1807) wurde er nach seiner Rückkehr selbst Lehrer an der Dresdner Akademie und im Jahr 1810 deren Direktor. Wilhelm von Kügelgen schildert ihn als herausragenden Lehrer: „Seine Korrekturen wurden als Mirabilia angestaunt. [...] Als Künstler mochte Matthäi freilich, namentlich was Erfindung und Kolorit anlangte, manchem seiner Zeitgenossen nachstehen; in der technischen Fertigkeit des Zeichnens aber übertraf ihn wahrscheinlich keiner.“
1823 wurde er zum Inspektor der Dresdner Gemäldegalerie bestellt und 1834 deren Direktor. Matthäi war einer der letzten Vertreter des Klassizismus. Er starb auf einer Rückreise von Italien in Wien. In Dresden war er Mitglied der Freimaurerloge Zum goldenen Apfel.
Zu seinen Schülern gehörten die Nazarener Carl Eggers und Philipp Veit.